# دیکی دوست
دیکی دوست (انگلیسی: Dickie Dowsett; ۳ ژوئیهٔ ۱۹۳۱ – ۱۹ آوریل ۲۰۲۰) بازیکن فوتبال اهل بریتانیا بود.
از باشگاه‌هایی که در آن بازی کرده‌است می‌توان به باشگاه فوتبال کریستال پالاس، باشگاه فوتبال ویموث، باشگاه فوتبال تاتنهام هاتسپر، باشگاه فوتبال ساوتند یونایتد، باشگاه فوتبال ای‌اف‌سی بورنموث، و باشگاه فوتبال ساوت‌همپتون اشاره کرد.